# Geluidsgevoelige bestemming
Een geluidsgevoelige bestemming is een begrip uit de Nederlandse Wet geluidhinder en het Besluit geluidhinder (Bgh). Een woning bijvoorbeeld is een geluidsgevoelige bestemming. Als een bestemming, dat kan een gebouw of een terrein zijn, als geluidsgevoelig is aangemerkt, gelden de regels uit de Wgh en het Bgh.
Geluidsgevoelige bestemmingen worden in beginsel beschermd tegen te hoge geluidsniveaus van verkeerswegen, spoorlijnen en industrie, of tegen toename van deze niveaus als er iets aan de situatie verandert.

## Bestemmingen
De wet kent de volgende geluidsgevoelige bestemmingen (situatie per 1 januari 2007):
- woningen.

andere geluidsgevoelige gebouwen:
- onderwijsgebouwen (artikel 1 Wgh); een gymnastieklokaal maakt geen deel uit van een onderwijsgebouw bij de toepassing van de Wgh
- ziekenhuizen en verpleeghuizen (artikel 1 Wgh)
- verzorgingstehuizen (artikel 1.2 Bgh)
- psychiatrische inrichtingen (artikel 1.2 Bgh)
- medisch centra (artikel 1.2 Bgh)
- poliklinieken (artikel 1.2 Bgh)
- medische kleuterdagverblijven (artikel 1.2 Bgh)

geluidsgevoelige terreinen:
- terreinen die behoren bij andere gezondheidszorggebouwen dan algemene, categorale en academische ziekenhuizen, alsmede verpleeghuizen, voor zover deze bestemd zijn of worden gebruikt voor de in die gebouwen verleende zorg (artikel 1 Wgh)
- woonwagenstandplaatsen (artikel 1 Wgh).

## Geluidsgevoelige ruimten
Als isolatie van de gevel van een gebouw aan de orde komt, omdat de geluidsbelasting buiten niet genoeg gereduceerd kan worden, kent de Nederlandse wet geluidsgevoelige ruimten.
- Binnen woningen is een geluidsgevoelige ruimte: ruimte binnen een woning voor zover die kennelijk als slaap-, woon-, of eetkamer wordt gebruikt of voor een zodanig gebruik is bestemd, alsmede een keuken van ten minste 11 m² (artikel 1 Wgh).
- leslokalen en theorielokalen van onderwijsgebouwen;
- onderzoeks- en behandelingsruimten van ziekenhuizen en verpleeghuizen;
- onderzoeks-, behandelings-, recreatie-, en conversatieruimten, alsmede woon- en slaapruimten van andere geluidsgevoelige gezondheidszorggebouwen
- theorievaklokalen van onderwijsgebouwen;
- ruimten voor patiëntenhuisvesting, alsmede recreatie- en conversatieruimten van ziekenhuizen en verpleeghuizen;

## Niet geluidsgevoelig
Alles wat niet in de Wgh of het Bgh is opgenomen is niet geluidsgevoelig. Dat geldt bijvoorbeeld voor ligplaatsen voor woonschepen. Asielzoekercentra zijn met een reparatiewet rond 2000 niet-geluidsgevoelig verklaard, om de bouw van de asielzoekerscentra op geluidsbelaste locaties mogelijk te maken.